# Tombe Kurt-kalé
Le monument Kurt-kalé est une tombe à coupole, ou tholos, découverte au début du XXe siècle non loin de la tombe de Mezek, dans les hauteurs des Rhodopes de l'est,,,. Le monument, enfoui sous un tumulus haut de 6 m et d'un diamètre de 30 m, porte le nom d'un sommet près duquel il se trouve. Il est notable par le style architectural de la couverture d'une de ses pièces qui est en pans et caissons (ou « en lanterne »)  qui continue à susciter l'intérêt des spécialistes près d'un siècle après la découverte du monument,,.    

## Histoire
La tombe Kurt-kalé a été découverte le 30 janvier 1931 par un groupe de villageois mené par un enseignant. Après avoir été rapportée à l'Institut d'archéologie à Sofia, la trouvaille est étudiée en détail par l'archéologue Bogdan Filov le 2 juillet 1931. 

## Description
La tombe, construite en blocs de pierre, comportait deux pièces, une de plan rectangulaire et une de plan circulaire. La pièce de plan rectangulaire, ou l'antichambre,, relativement peu préservée, était longue de 2 m, large de 1,74 m et haute de 2,60 m. Sa couverture était en pans et caissons, le dernier caisson étant recouvert d'une dalle de pierre,. La pièce de plan circulaire, ou la chambre funéraire, bien conservée, présente un diamètre de 3,57 m et une hauteur maximale de 3,45 m,. La couverture en coupole de cette pièce a été obtenue par l'encorbellement des assises des blocs de pierre. Ce type de couverture est attesté dans d'autres régions du monde antique méditerranéen, ainsi qu'en Thrace, dans une tombe à coupole, la tombe de Philipovo, découverte à Plovdiv.  

## Trouvailles
Les trouvailles associées à ce monument proviennent essentiellement de l'espace de l'entrée de l'antichambre et consistent en des fragments osseux d'un équidé et des fragments d'une amphore, incluant une anse conservée en son entièreté. 